# Tartarugalzinho
Tartarugalzinho é um município brasileiro do estado do Amapá, Região Norte do país. Sua população, de acordo com estimativas do Instituto Brasileiro de Geografia e Estatística (IBGE), era de 15 665 habitantes em 2016.

## História
Tartarugalzinho foi elevado à categoria de município em 17 de dezembro de 1987, conforme a Lei nº 7639. Antigos moradores contam que o primeiro povoado a se originar foi o de Tartarugal Grande, que ficava às margens de um rio com o mesmo nome. No entanto, o fato desse rio apresentar bastante quedas d'água, dificultando o transporte, fez com que alguns moradores se mudassem para outro lugar, que denominaram de Tartarugalzinho, por se tratar de um afluente do rio Tartarugal Grande, onde as dificuldades de transporte, tanto dos moradores quanto do gado via fluvial, estavam equacionadas.
Suas origens e desenvolvimento estão ligados a sua disposição geográfica como local de referência no trânsito da BR-156 que, ainda hoje, continua com a oferta de serviços, incluindo alimentação, combustível e venda de produtos diversos. Aliado a esse contexto, destaca-se o desenvolvimento da pecuária em suas áreas inundáveis ainda como uma de suas principais bases produtivas.
Com a descoberta de ouro nos arredores da atual sede do município, há um redirecionamento de seu curso normal de vida com consequências marcantes em nível populacional, qualidade ambiental e de vida econômica e social. Outro fator responsável pelo povoamento foi a instalação da AMCEL, empresa de plantação e extração de pinho, substituída, posteriormente, pela multinacional - também do setor de celulose - Chamflora.

## Geografia
A população recenseada em 2010 é de 12.435 habitantes, sendo que quase metade da população é rural (IBGE, 2010). A área total do município é de 6.711,95 km², o que resulta numa densidade demográfica de 1,85 hab/km². Esses dados demonstram que em dez anos houve um crescimento populacional de 74,62% em Tartarugalzinho, o que pode estar ligado às instalações de indústrias multinacionais na área de celulose.
Seus limites são Pracuuba a noroeste e norte, Amapá a nordeste, Cutias a sudeste e Ferreira Gomes a sudoeste.

## Organização politico-administrativa
O Município de Tartarugalzinho possui uma estrutura politico-administrativa composta pelo Poder Executivo, chefiado por um prefeito eleito por sufrágio universal, auxiliado diretamente por secretários municipais nomeados por ele, e pelo Poder Legislativo, institucionalizado pela Câmara Municipal de Tartarugalzinho, órgão colegiado de representação dos munícipes que é composto por vereadores também eleitos por sufrágio universal.

### Atuais autoridades municipais de Tartarugalzinho
- Prefeito: Bruno Manoel Rezende "Mineiro" - UB (2021/-)[8]
- Vice-prefeito: Javã Castanho - REPU (2021/-)[8]
- Presidente da Câmara: Felipe Rezende - UB (2023/-).[9]

## Economia
Criação de gado bovino, bubalino e de suínos. E no setor primário as culturas de subsistência como mandioca, laranja e a pesca artesanal na região do Lago Novo.
Com a implantação da Champion na região, empresa voltada para o plantio de eucalipto para abastecer a indústria de papel e celulose, houve progresso significativo no setor industrial no município.
Contudo, o município depende basicamente do Fundo de Participação dos Municípios (FPM).
Atualmente, Tartarugalzinho busca ampliar sua base produtiva, voltando-se para o ecoturismo.
Abriga uma reserva natural de reprodução de quelônios, além de áreas propícias para passeios ecológicos e pesca esportiva. Segundo dados da Secretaria Estadual do Meio Ambiente – SEMA – o banho nos lagos próximos ao município é imprópria devido à alta quantidade de mercúrio nas águas.

## Educação
Dentre os projetos do Plano de Desenvolvimento da Educação, vinculado ao Ministério da Educação, executado pelo INEP, Instituto Nacional de Estudos e Pesquisas Educacionais Anísio Teixeira, na Região Norte, Estado do Amapá, as Escolas Públicas Urbanas estabelecidas de Tartarugalzinho obtiveram os seguintes IDEB (Índice de Desenvolvimento da Educação Básica), em 2005:
| IDEB, escola e ranking estadual | IDEB, escola e ranking estadual                         | IDEB, escola e ranking estadual |
| ------------------------------- | ------------------------------------------------------- | ------------------------------- |
| Nota                            | Escola                                                  | Ranking                         |
| 2,8                             | Escola estadual Professora Maria José de Nazaré F. Lima | 121º                            |
| 2,4                             | Escola Estadual Augusto dos Anjos                       | 131º                            |